# Mount McKelvey
Mount McKelvey är ett berg i Antarktis. Det ligger i Västantarktis. Chile gör anspråk på området. Toppen på Mount McKelvey är 2 090 meter över havet.
Terrängen runt Mount McKelvey är kuperad åt sydost, men åt nordväst är den platt. Trakten är obefolkad. Det finns inga samhällen i närheten.